# 滄溟水
滄溟水（1970年代—），中國小說作家，本名楊亞玲，湖北恩施人。為湖北省作家協會會員，並擔任湖北省網絡作家協會副會長、湖北省恩施州作家協會副主席。除此之外，也是湖北省文學院第十一屆簽約作家，和魯迅文學院第二期公安作家研修班學員。2020年8月，成為中國作家協會會員。

## 小说作品
| 出版年份 | 書名                      | 影視化情況                     |
| 未出版   | 《雙城迷情》              |                                |
| 2007年   | 《大唐后妃傳之珍珠傳奇Ⅰ》 | 改編為電視劇《大唐榮耀》       |
| 2007年   | 《大唐后妃傳之珍珠傳奇Ⅱ》 | 改編為電視劇《大唐榮耀》       |
| 2010年   | 《玄奘大師》              | 劇情記錄片《玄奘大師》配套圖書 |
| 2011年   | 《六世達賴情歌》          |                                |
| 2012年   | 《突破火線》              |                                |
| 2017年   | 《大唐榮耀：珍珠傳奇》    | 改編為電視劇《大唐榮耀》       |
| 2017年   | 《夷水》                  |                                |
| 尚未出版 | 《瑤象傳奇》              | 改編為電視劇《瑤象傳奇》       |
| 尚未出版 | 《卸妝》（《局中人》）    | 電視劇改編籌備階段             |

## 影視化作品
| 播出年份 | 影視作品  | 劇集主演       | 擔任角色 | 備註                                                             |
| 2017年   | 大唐榮耀  | 景甜、任嘉倫   | 原創編劇 | 未參與影視化編劇，僅是該劇原著《大唐后妃傳之珍珠傳奇》的小說編劇 |
| 2017年   | 大唐榮耀2 | 景甜、任嘉倫   | 原創編劇 | 未參與影視化編劇，僅是該劇原著《大唐后妃傳之珍珠傳奇》的小說編劇 |
| 待播出   | 瑤象傳奇  | 秦俊傑、侯夢瑤 | 原創編劇 | 未參與影視化編劇，僅是該劇原著《瑤象傳奇》的小說編劇             |